# بنجامين براون (عالم يهودي)
بنجامين براون (بالعبرية: בנימין בראון‏) هو عالم يهودي ‏ إسرائيلي، ولد في 1 يوليو 1966.